# Consonant sonora
En fonètica articulatòria, una consonant sonora és una consonant articulada amb la vibració de les cordes vocals, al contrari d'una consonant sorda. La sonoritat és un dels paràmetres usats en fonètica per a descriure un fonema, juntament amb el punt d'articulació i el mode d'articulació.

## Tipus
- Aproximant velar sonora
- Fricativa alveolar sonora
- Fricativa bilabial sonora
- Fricativa dental sonora
- Fricativa postalveolar sonora
- Lateral aproximant alveolar sonora
- Nasal bilabial sonora
- Nasal alveolar sonora
- Nasal labiodental sonora
- Nasal palatal sonora
- Nasal uvular sonora
- Nasal velar sonora
- Oclusiva alveolar sonora
- Oclusiva bilabial sonora
- Oclusiva palatal sonora
- Oclusiva retroflexa sonora
- Oclusiva uvular sonora
- Oclusiva velar sonora
- Vibrant alveolar sonora
- Vibrant uvular sonora